# Équipe d'Angleterre de football à la Coupe du monde 2014
Cet article relate le parcours de l’équipe d'Angleterre de football lors de la Coupe du monde de football 2014 organisée au Brésil du 12 juin au 13 juillet 2014. L'équipe d'Angleterre est éliminée dès le premier tour.

## Effectif
Le 13 mai 2014, le sélectionneur Roy Hodgson dévoile une liste de 23 joueurs sélectionnés pour participer à la compétition plus 7 réservistes en cas de blessures durant la préparation et conformément au règlement de la FIFA. L'Angleterre fit sa préparation sur son sol avant de partir en camp aux États-Unis.
| Numéro / Nom       | Numéro / Nom               | Club                 | Date de naissance  | J.              | Buts            |                 |                 |                 |
| Gardiens de but    | Gardiens de but            | Gardiens de but      | Gardiens de but    | Gardiens de but | Gardiens de but | Gardiens de but | Gardiens de but | Gardiens de but |
| ------------------ | -------------------------- | -------------------- | ------------------ | --------------- | --------------- | --------------- | --------------- | --------------- |
|                    | 1 Joe Hart                 | Manchester City      | 19 avril 1987      | 2               | 0               | 0               | 0               | 0               |
|                    | 13 Ben Foster              | West Bromwich Albion | 3 avril 1983       | 1               | 0               | 0               | 0               | 0               |
|                    | 22 Fraser Forster          | Celtic Glasgow       | 17 mars 1988       | 0               | 0               | 0               | 0               | 0               |
| Défenseurs         |                            |                      |                    |                 |                 |                 |                 |                 |
|                    | 2 Glen Johnson             | Liverpool            | 23 août 1984       | 2               | 0               | 0               | 0               | 0               |
|                    | 3 Leighton Baines          | Everton              | 11 décembre 1984   | 2               | 0               | 0               | 0               | 0               |
|                    | 5 Gary Cahill              | Chelsea              | 19 décembre 1985   | 3               | 0               | 0               | 0               | 0               |
|                    | 6 Phil Jagielka            | Everton              | 17 août 1982       | 2               | 0               | 0               | 0               | 0               |
|                    | 12 Chris Smalling          | Manchester United    | 22 novembre 1989   | 1               | 0               | 0               | 0               | 0               |
|                    | 16 Phil Jones              | Manchester United    | 21 février 1992    | 1               | 0               | 0               | 0               | 0               |
|                    | 23 Luke Shaw               | Southampton          | 12 juillet 1995    | 1               | 0               | 0               | 0               | 0               |
| Milieux de terrain |                            |                      |                    |                 |                 |                 |                 |                 |
|                    | 4 Steven Gerrard           | Liverpool            | 30 mai 1980        | 3               | 0               | 1               | 0               | 0               |
|                    | 7 Jack Wilshere            | Arsenal              | 1er janvier 1992   | 2               | 0               | 0               | 0               | 0               |
|                    | 8 Frank Lampard            | Chelsea              | 20 juin 1978       | 1               | 0               | 0               | 0               | 0               |
|                    | 14 Jordan Henderson        | Liverpool            | 17 juin 1990       | 2               | 0               | 0               | 0               | 0               |
|                    | 15 Alex Oxlade-Chamberlain | Arsenal              | 15 août 1993       | 0               | 0               | 0               | 0               | 0               |
|                    | 17 James Milner            | Manchester City      | 4 janvier 1986     | 1               | 0               | 0               | 0               | 0               |
|                    | 19 Raheem Sterling         | Liverpool            | 8 décembre 1994    | 3               | 0               | 1               | 0               | 0               |
|                    | 20 Adam Lallana            | Southampton          | 10 mai 1988        | 3               | 0               | 1               | 0               | 0               |
|                    | 21 Ross Barkley            | Everton              | 5 décembre 1993    | 3               | 0               | 1               | 0               | 0               |
| Attaquants         |                            |                      |                    |                 |                 |                 |                 |                 |
|                    | 9 Daniel Sturridge         | Liverpool            | 1er septembre 1989 | 3               | 1               | 0               | 0               | 0               |
|                    | 10 Wayne Rooney            | Manchester United    | 24 octobre 1985    | 3               | 1               | 0               | 0               | 0               |
|                    | 11 Danny Welbeck           | Manchester United    | 26 novembre 1990   | 2               | 0               | 0               | 0               | 0               |
|                    | 18 Rickie Lambert          | Southampton          | 16 février 1982    | 1               | 0               | 0               | 0               | 0               |
| Sélectionneur      |                            |                      |                    |                 |                 |                 |                 |                 |
|                    | Roy Hodgson                |                      | 9 août 1947        |                 |                 |                 |                 |                 |
| Réserve            |                            |                      |                    |                 |                 |                 |                 |                 |
|                    | John Ruddy                 | Norwich City         | 24 octobre 1986    |                 |                 |                 |                 |                 |
|                    | Jon Flanagan               | Liverpool            | 1er janvier 1993   |                 |                 |                 |                 |                 |
|                    | John Stones                | Everton              | 28 mai 1994        |                 |                 |                 |                 |                 |
|                    | Michael Carrick            | Manchester United    | 28 juillet 1981    |                 |                 |                 |                 |                 |
|                    | Tom Cleverley              | Manchester United    | 12 août 1989       |                 |                 |                 |                 |                 |
|                    | Andy Carroll               | West Ham             | 6 janvier 1989     |                 |                 |                 |                 |                 |
|                    | Jermain Defoe              | Toronto FC           | 7 octobre 1982     |                 |                 |                 |                 |                 |
| Blessés            |                            |                      |                    |                 |                 |                 |                 |                 |
|                    | Kyle Walker                | Tottenham Hotspur    | 28 mai 1990        |                 |                 |                 |                 |                 |
|                    | Andros Townsend            | Tottenham Hotspur    | 16 juillet 1991    |                 |                 |                 |                 |                 |
|                    | Theo Walcott               | Arsenal              | 16 mars 1989       |                 |                 |                 |                 |                 |
|                    | Jay Rodriguez              | Southampton          | 29 juillet 1989    |                 |                 |                 |                 |                 |

## Encadrement

### Sélectionneur
- Roy Hodgson

### Entraîneur adjoints
- Ray Lewington, entraîneur adjoint
- Gary Neville, entraîneur
- Ray Clemence, entraîneur des gardiens
- Dave Watson, entraîneur adjoint des gardiens

### Groupe H
| Rang | Équipe      | Pts | J  | G | N | P  | Bp | Bc | Diff |  | Résultats (▼ dom., ► ext.) |     |     |     |     |     |     |
| ---- | ----------- | --- | -- | - | - | -- | -- | -- | ---- |  | -------------------------- | --- | --- | --- | --- | --- | --- |
| 1    | Angleterre  | 22  | 10 | 6 | 4 | 0  | 31 | 4  | +27  |  | Angleterre                 |     | 1-1 | 4-1 | 2-0 | 4-0 | 5-0 |
| 2    | Ukraine     | 21  | 10 | 6 | 3 | 1  | 28 | 4  | +24  |  | Ukraine                    | 0-0 |     | 0-1 | 1-0 | 2-1 | 9-0 |
| 3    | Monténégro  | 15  | 10 | 4 | 3 | 3  | 18 | 17 | +1   |  | Monténégro                 | 1-1 | 0-4 |     | 2-2 | 2-5 | 3-0 |
| 4    | Pologne     | 13  | 10 | 3 | 4 | 3  | 18 | 12 | +6   |  | Pologne                    | 1-1 | 1-3 | 1-1 |     | 2-0 | 5-0 |
| 5    | Moldavie    | 11  | 10 | 3 | 2 | 5  | 12 | 17 | -5   |  | Moldavie                   | 0-5 | 0-0 | 0-1 | 1-1 |     | 3-0 |
| 6    | Saint-Marin | 0   | 10 | 0 | 0 | 10 | 1  | 54 | -53  |  | Saint-Marin                | 0-8 | 0-8 | 0-6 | 1-5 | 0-2 |     |

## Matchs de préparation
| Date        | Stade, ville                        | Adversaire | Résultat | Buteurs anglais                                              |
| 30 mai 2014 | Stade de Wembley, Londres           | Pérou      | 3-0      | Daniel Sturridge (32e) Gary Cahill (65e) Phil Jagielka (70e) |
| 4 juin 2014 | Sun Life Stadium, Miami, États-Unis | Équateur   | 2-2      | Wayne Rooney (28e) Rickie Lambert (52e)                      |
| 7 juin 2014 | Sun Life Stadium, Miami, États-Unis | Honduras   | 0-0      | Aucun                                                        |

## Coupe du monde

### Premier tour - Groupe D
|   | Équipe     | Pts | J | G | N | P | Bp | Bc | Diff |
| 1 | Costa Rica | 7   | 3 | 2 | 1 | 0 | 4  | 1  | 3    |
| 2 | Uruguay    | 6   | 3 | 2 | 0 | 1 | 4  | 4  | 0    |
| 3 | Italie     | 3   | 3 | 1 | 0 | 2 | 2  | 3  | -1   |
| 4 | Angleterre | 1   | 3 | 0 | 1 | 2 | 2  | 4  | -2   |

| J 1 | 14 juin 2014 | Uruguay    | 1 - 3 | Costa Rica |
| J 1 | 14 juin 2014 | Angleterre | 1 - 2 | Italie     |
| J 2 | 19 juin 2014 | Uruguay    | 2 - 1 | Angleterre |
| J 2 | 20 juin 2014 | Italie     | 0 - 1 | Costa Rica |
| J 3 | 24 juin 2014 | Italie     | 0 - 1 | Uruguay    |
| J 3 | 24 juin 2014 | Costa Rica | 0 - 0 | Angleterre |

#### Angleterre - Italie
| Match 8                                                  | Angleterre           | 1 - 2   | Italie                                      | Arena Amazônia, Manaus                                               |                                                                      |
| 14 juin 2014 · 18:00 (UTC-4) · Historique des rencontres | Daniel Sturridge 37e | (1 - 1) | 35e Claudio Marchisio · 50e Mario Balotelli | Spectateurs : 39 800 · Arbitrage : Björn Kuipers · Photos du match · | Spectateurs : 39 800 · Arbitrage : Björn Kuipers · Photos du match · |
| 14 juin 2014 · 18:00 (UTC-4) · Historique des rencontres | Rapport              |         |                                             | Spectateurs : 39 800 · Arbitrage : Björn Kuipers · Photos du match · | Spectateurs : 39 800 · Arbitrage : Björn Kuipers · Photos du match · |

| Angleterre | Italie |

| ANGLETERRE :    |    |                  |  |     |       |
|                 |    |                  |  |     |       |
| Gardien de but  | 1  | Joe Hart         |  |     |       |
|                 | 2  | Glen Johnson     |  |     |       |
|                 | 3  | Leighton Baines  |  |     |       |
|                 | 4  | Steven Gerrard   |  |     |       |
|                 | 5  | Gary Cahill      |  |     |       |
|                 | 6  | Phil Jagielka    |  |     |       |
|                 | 9  | Daniel Sturridge |  | 80e |       |
|                 | 10 | Wayne Rooney     |  |     |       |
|                 | 11 | Danny Welbeck    |  | 61e |       |
|                 | 14 | Jordan Henderson |  | 73e |       |
|                 | 19 | Raheem Sterling  |  |     | 90+2e |
| Remplaçants :   |    |                  |  |     |       |
|                 | 21 | Ross Barkley     |  | 61e |       |
|                 | 20 | Adam Lallana     |  | 80e |       |
|                 | 7  | Jack Wilshere    |  | 73e |       |
| Sélectionneur : |    |                  |  |     |       |
| Roy Hodgson     |    |                  |  |     |       |

| ITALIE :         |    |                   |  |     |
|                  |    |                   |  |     |
| Gardien de but   | 12 | Salvatore Sirigu  |  |     |
|                  | 3  | Giorgio Chiellini |  |     |
|                  | 4  | Matteo Darmian    |  |     |
|                  | 6  | Antonio Candreva  |  | 79e |
|                  | 8  | Claudio Marchisio |  |     |
|                  | 9  | Mario Balotelli   |  | 73e |
|                  | 15 | Andrea Barzagli   |  |     |
|                  | 16 | Daniele De Rossi  |  |     |
|                  | 20 | Gabriel Paletta   |  |     |
|                  | 21 | Andrea Pirlo      |  |     |
|                  | 23 | Marco Verratti    |  | 57e |
| Remplaçants :    |    |                   |  |     |
|                  | 5  | Thiago Motta      |  | 57e |
|                  | 18 | Marco Parolo      |  | 79e |
|                  | 17 | Ciro Immobile     |  | 73e |
| Sélectionneur :  |    |                   |  |     |
| Cesare Prandelli |    |                   |  |     |

| Assistants : Sander van Roekel Erwin Zeinstra Quatrième arbitre : Walter López Cinquième arbitre : Leonel Leal Homme du Match : Mario Balotelli |

#### Uruguay - Angleterre
| Match 23                                                 | Uruguay             | 2 - 1   | Angleterre       | Arena Corinthians, São Paulo                                                   |                                                                                |
| 19 juin 2014 · 16:00 (UTC-3) · Historique des rencontres | Luis Suárez 39e 85e | (1 - 0) | 75e Wayne Rooney | Spectateurs : 62 575 · Arbitrage : Carlos Velasco Carballo · Photos du match · | Spectateurs : 62 575 · Arbitrage : Carlos Velasco Carballo · Photos du match · |
| 19 juin 2014 · 16:00 (UTC-3) · Historique des rencontres | Rapport             |         |                  | Spectateurs : 62 575 · Arbitrage : Carlos Velasco Carballo · Photos du match · | Spectateurs : 62 575 · Arbitrage : Carlos Velasco Carballo · Photos du match · |

| Uruguay | Angleterre |

| URUGUAY :       |    |                    |  |     |    |
|                 |    |                    |  |     |    |
| Gardien de but  | 1  | Fernando Muslera   |  |     |    |
|                 | 3  | Diego Godín        |  |     | 9e |
|                 | 6  | Álvaro Pereira     |  |     |    |
|                 | 7  | Cristian Rodríguez |  |     |    |
|                 | 9  | Luis Suárez        |  | 88e |    |
|                 | 13 | José María Giménez |  |     |    |
|                 | 14 | Nicolás Lodeiro    |  | 67e |    |
|                 | 17 | Egidio Arévalo     |  |     |    |
|                 | 20 | Álvaro González    |  | 79e |    |
|                 | 21 | Edinson Cavani     |  |     |    |
|                 | 22 | Martín Cáceres     |  |     |    |
| Remplaçants :   |    |                    |  |     |    |
|                 | 11 | Cristhian Stuani   |  | 67e |    |
|                 | 4  | Jorge Fucile       |  | 79e |    |
|                 | 19 | Sebastián Coates   |  | 88e |    |
| Sélectionneur : |    |                    |  |     |    |
| Óscar Tabárez   |    |                    |  |     |    |

| ANGLETERRE :    |    |                  |  |     |     |
|                 |    |                  |  |     |     |
| Gardien de but  | 1  | Joe Hart         |  |     |     |
|                 | 2  | Glen Johnson     |  |     |     |
|                 | 3  | Leighton Baines  |  |     |     |
|                 | 4  | Steven Gerrard   |  |     | 68e |
|                 | 5  | Gary Cahill      |  |     |     |
|                 | 6  | Phil Jagielka    |  |     |     |
|                 | 9  | Daniel Sturridge |  |     |     |
|                 | 10 | Wayne Rooney     |  |     |     |
|                 | 11 | Danny Welbeck    |  | 71e |     |
|                 | 14 | Jordan Henderson |  | 87e |     |
|                 | 19 | Raheem Sterling  |  | 64e |     |
| Remplaçants :   |    |                  |  |     |     |
|                 | 21 | Ross Barkley     |  | 64e |     |
|                 | 20 | Adam Lallana     |  | 71e |     |
|                 | 18 | Rickie Lambert   |  | 87e |     |
| Sélectionneur : |    |                  |  |     |     |
| Roy Hodgson     |    |                  |  |     |     |

| Assistants : Roberto Alonso Juan Carlos Yuste Quatrième arbitre : Alireza Faghani Cinquième arbitre : Hassan Kamranifar Homme du Match : Luis Suárez |

#### Costa Rica - Angleterre
| Match 40                                                 | Costa Rica | 0 - 0   | Angleterre | Mineirão, Belo Horizonte                                               |                                                                        |
| 24 juin 2014 · 13:00 (UTC-3) · Historique des rencontres |            | (0 - 0) |            | Spectateurs : 57 823 · Arbitrage : Djamel Haimoudi · Photos du match · | Spectateurs : 57 823 · Arbitrage : Djamel Haimoudi · Photos du match · |
| 24 juin 2014 · 13:00 (UTC-3) · Historique des rencontres | Rapport    |         |            | Spectateurs : 57 823 · Arbitrage : Djamel Haimoudi · Photos du match · | Spectateurs : 57 823 · Arbitrage : Djamel Haimoudi · Photos du match · |

| Costa Rica | Angleterre |

| COSTA RICA :     |    |                    |  |     |     |
|                  |    |                    |  |     |     |
| Gardien de but   | 1  | Keylor Navas       |  |     |     |
|                  | 3  | Giancarlo González |  |     | 60e |
|                  | 5  | Celso Borges       |  | 78e |     |
|                  | 6  | Óscar Duarte       |  |     |     |
|                  | 9  | Joel Campbell      |  | 65e |     |
|                  | 10 | Bryan Ruiz         |  |     |     |
|                  | 14 | Randall Brenes     |  | 59e |     |
|                  | 15 | Júnior Díaz        |  |     |     |
|                  | 16 | Cristian Gamboa    |  |     |     |
|                  | 17 | Yeltsin Tejeda     |  |     |     |
|                  | 19 | Roy Miller         |  |     |     |
| Remplaçants :    |    |                    |  |     |     |
|                  | 7  | Christian Bolaños  |  | 59e |     |
|                  | 21 | Marco Ureña        |  | 65e |     |
|                  | 11 | Michael Barrantes  |  | 78e |     |
| Sélectionneur :  |    |                    |  |     |     |
| Jorge Luis Pinto |    |                    |  |     |     |

| ANGLETERRE :    |    |                  |  |     |     |
|                 |    |                  |  |     |     |
| Gardien de but  | 13 | Ben Foster       |  |     |     |
|                 | 5  | Gary Cahill      |  |     |     |
|                 | 7  | Jack Wilshere    |  | 73e |     |
|                 | 8  | Frank Lampard    |  |     |     |
|                 | 9  | Daniel Sturridge |  |     |     |
|                 | 12 | Chris Smalling   |  |     |     |
|                 | 16 | Phil Jones       |  |     |     |
|                 | 17 | James Milner     |  | 76e |     |
|                 | 20 | Adam Lallana     |  | 62e | 57e |
|                 | 21 | Ross Barkley     |  |     | 53e |
|                 | 23 | Luke Shaw        |  |     |     |
| Remplaçants :   |    |                  |  |     |     |
|                 | 19 | Raheem Sterling  |  | 62e |     |
|                 | 10 | Steven Gerard    |  | 73e |     |
|                 | 4  | Wayne Rooney     |  | 76e |     |
| Sélectionneur : |    |                  |  |     |     |
| Roy Hodgson     |    |                  |  |     |     |

| Assistants : Redouane Achik Abdelhak Etchiali Quatrième arbitre : Alireza Faghani Cinquième arbitre : Hassan Kamranifar Homme du Match : Keylor Navas |

## Statistiques

### Temps de jeu
| Joueur                  |          |          |          | TT       | But inscrit | MJ       | MT       | Légende |
| ----------------------- | -------- | -------- | -------- | -------- | ----------- | -------- | -------- | --- |
| Gardiens                | Gardiens | Gardiens | Gardiens | Gardiens | Gardiens    | Gardiens | Gardiens | Abréviations et symboles : · TT : Total de minutes jouées · MJ : Nombre de matchs joués · MT : Matchs joués en tant que titulaire · : but · : joueur entré · : joueur remplacé · : capitaine · : carton jaune · : carton rouge |
| Joe Hart                | 90       | 90       | -        | 180      | 0           | 2        | 2        | Abréviations et symboles : · TT : Total de minutes jouées · MJ : Nombre de matchs joués · MT : Matchs joués en tant que titulaire · : but · : joueur entré · : joueur remplacé · : capitaine · : carton jaune · : carton rouge |
| Ben Foster              | -        | -        | 90       | 90       | 0           | 1        | 1        | Abréviations et symboles : · TT : Total de minutes jouées · MJ : Nombre de matchs joués · MT : Matchs joués en tant que titulaire · : but · : joueur entré · : joueur remplacé · : capitaine · : carton jaune · : carton rouge |
| Fraser Forster          | -        | -        | -        | 0        | 0           | 0        | 0        | Abréviations et symboles : · TT : Total de minutes jouées · MJ : Nombre de matchs joués · MT : Matchs joués en tant que titulaire · : but · : joueur entré · : joueur remplacé · : capitaine · : carton jaune · : carton rouge |
| Défenseurs              |          |          |          |          |             |          |          | Abréviations et symboles : · TT : Total de minutes jouées · MJ : Nombre de matchs joués · MT : Matchs joués en tant que titulaire · : but · : joueur entré · : joueur remplacé · : capitaine · : carton jaune · : carton rouge |
| Glen Johnson            | 90       | 90       | -        | 180      | 0           | 2        | 2        | Abréviations et symboles : · TT : Total de minutes jouées · MJ : Nombre de matchs joués · MT : Matchs joués en tant que titulaire · : but · : joueur entré · : joueur remplacé · : capitaine · : carton jaune · : carton rouge |
| Leighton Baines         | 90       | 90       | -        | 180      | 0           | 2        | 2        | Abréviations et symboles : · TT : Total de minutes jouées · MJ : Nombre de matchs joués · MT : Matchs joués en tant que titulaire · : but · : joueur entré · : joueur remplacé · : capitaine · : carton jaune · : carton rouge |
| Gary Cahill             | 90       | 90       | 90       | 270      | 0           | 3        | 3        | Abréviations et symboles : · TT : Total de minutes jouées · MJ : Nombre de matchs joués · MT : Matchs joués en tant que titulaire · : but · : joueur entré · : joueur remplacé · : capitaine · : carton jaune · : carton rouge |
| Phil Jagielka           | 90       | 90       | -        | 180      | 0           | 2        | 2        | Abréviations et symboles : · TT : Total de minutes jouées · MJ : Nombre de matchs joués · MT : Matchs joués en tant que titulaire · : but · : joueur entré · : joueur remplacé · : capitaine · : carton jaune · : carton rouge |
| Chris Smalling          | -        | -        | -        | 0        | 0           | 0        | 0        | Abréviations et symboles : · TT : Total de minutes jouées · MJ : Nombre de matchs joués · MT : Matchs joués en tant que titulaire · : but · : joueur entré · : joueur remplacé · : capitaine · : carton jaune · : carton rouge |
| Phil Jones              | -        | -        | 90       | 90       | 0           | 1        | 1        | Abréviations et symboles : · TT : Total de minutes jouées · MJ : Nombre de matchs joués · MT : Matchs joués en tant que titulaire · : but · : joueur entré · : joueur remplacé · : capitaine · : carton jaune · : carton rouge |
| Luke Shaw               | -        | -        | 90       | 90       | 0           | 1        | 1        | Abréviations et symboles : · TT : Total de minutes jouées · MJ : Nombre de matchs joués · MT : Matchs joués en tant que titulaire · : but · : joueur entré · : joueur remplacé · : capitaine · : carton jaune · : carton rouge |
| Milieux                 |          |          |          |          |             |          |          | Abréviations et symboles : · TT : Total de minutes jouées · MJ : Nombre de matchs joués · MT : Matchs joués en tant que titulaire · : but · : joueur entré · : joueur remplacé · : capitaine · : carton jaune · : carton rouge |
| Steven Gerrard          | 90       | 90       | 17       | 197      | 0           | 3        | 2        | Abréviations et symboles : · TT : Total de minutes jouées · MJ : Nombre de matchs joués · MT : Matchs joués en tant que titulaire · : but · : joueur entré · : joueur remplacé · : capitaine · : carton jaune · : carton rouge |
| Jack Wilshere           | 17       | -        | 73       | 90       | 0           | 2        | 1        | Abréviations et symboles : · TT : Total de minutes jouées · MJ : Nombre de matchs joués · MT : Matchs joués en tant que titulaire · : but · : joueur entré · : joueur remplacé · : capitaine · : carton jaune · : carton rouge |
| Frank Lampard           | -        | -        | 90       | 90       | 0           | 1        | 1        | Abréviations et symboles : · TT : Total de minutes jouées · MJ : Nombre de matchs joués · MT : Matchs joués en tant que titulaire · : but · : joueur entré · : joueur remplacé · : capitaine · : carton jaune · : carton rouge |
| Jordan Henderson        | 73       | 87       | -        | 160      | 0           | 2        | 2        | Abréviations et symboles : · TT : Total de minutes jouées · MJ : Nombre de matchs joués · MT : Matchs joués en tant que titulaire · : but · : joueur entré · : joueur remplacé · : capitaine · : carton jaune · : carton rouge |
| Alex Oxlade-Chamberlain | -        | -        | -        | 0        | 0           | 0        | 0        | Abréviations et symboles : · TT : Total de minutes jouées · MJ : Nombre de matchs joués · MT : Matchs joués en tant que titulaire · : but · : joueur entré · : joueur remplacé · : capitaine · : carton jaune · : carton rouge |
| James Milner            | -        | -        | 76       | 76       | 0           | 1        | 1        | Abréviations et symboles : · TT : Total de minutes jouées · MJ : Nombre de matchs joués · MT : Matchs joués en tant que titulaire · : but · : joueur entré · : joueur remplacé · : capitaine · : carton jaune · : carton rouge |
| Raheem Sterling         | 90       | 64       | 28       | 182      | 0           | 3        | 2        | Abréviations et symboles : · TT : Total de minutes jouées · MJ : Nombre de matchs joués · MT : Matchs joués en tant que titulaire · : but · : joueur entré · : joueur remplacé · : capitaine · : carton jaune · : carton rouge |
| Adam Lallana            | 10       | 19       | 62       | 91       | 0           | 3        | 1        | Abréviations et symboles : · TT : Total de minutes jouées · MJ : Nombre de matchs joués · MT : Matchs joués en tant que titulaire · : but · : joueur entré · : joueur remplacé · : capitaine · : carton jaune · : carton rouge |
| Ross Barkley            | 29       | 26       | 90       | 145      | 0           | 3        | 1        | Abréviations et symboles : · TT : Total de minutes jouées · MJ : Nombre de matchs joués · MT : Matchs joués en tant que titulaire · : but · : joueur entré · : joueur remplacé · : capitaine · : carton jaune · : carton rouge |
| Attaquants              |          |          |          |          |             |          |          | Abréviations et symboles : · TT : Total de minutes jouées · MJ : Nombre de matchs joués · MT : Matchs joués en tant que titulaire · : but · : joueur entré · : joueur remplacé · : capitaine · : carton jaune · : carton rouge |
| Daniel Sturridge        | 80       | 90       | 90       | 260      | 1           | 3        | 3        | Abréviations et symboles : · TT : Total de minutes jouées · MJ : Nombre de matchs joués · MT : Matchs joués en tant que titulaire · : but · : joueur entré · : joueur remplacé · : capitaine · : carton jaune · : carton rouge |
| Wayne Rooney            | 90       | 90       | 14       | 194      | 1           | 3        | 2        | Abréviations et symboles : · TT : Total de minutes jouées · MJ : Nombre de matchs joués · MT : Matchs joués en tant que titulaire · : but · : joueur entré · : joueur remplacé · : capitaine · : carton jaune · : carton rouge |
| Danny Welbeck           | 61       | 71       | -        | 132      | 0           | 2        | 2        | Abréviations et symboles : · TT : Total de minutes jouées · MJ : Nombre de matchs joués · MT : Matchs joués en tant que titulaire · : but · : joueur entré · : joueur remplacé · : capitaine · : carton jaune · : carton rouge |
| Rickie Lambert          | -        | 3        | -        | 3        | 0           | 1        | 0        | Abréviations et symboles : · TT : Total de minutes jouées · MJ : Nombre de matchs joués · MT : Matchs joués en tant que titulaire · : but · : joueur entré · : joueur remplacé · : capitaine · : carton jaune · : carton rouge |

| Buts | Joueurs          | Adversaires |
| ---- | ---------------- | ----------- |
| 1    | Daniel Sturridge | Italie      |
| 1    | Wayne Rooney     | Uruguay     |

| Buts | Joueurs      | Adversaires |
| ---- | ------------ | ----------- |
|      | Wayne Rooney | Italie      |
|      | Glen Johnson | Uruguay     |

## Séjour et hébergement
Durant la compétition, l'équipe d'Angleterre séjourne à São Paulo.